# Autobahnkreuz Alzey
Das Autobahnkreuz Alzey (kurz: Kreuz Alzey) verbindet die beiden Autobahnen A 61 (Anschlussstellen-Nr. 54) und A 63 (Anschlussstellen-Nr. 8) nördlich der rheinhessischen Weinstadt Alzey miteinander. Es wurde 1978 dem Verkehr übergeben, gemeinsam mit einem Teilstück der A 63 bis zur nächsten Anschlussstelle Wörrstadt.
Das Kreuz Alzey, auf dem Gebiet der Ortsgemeinde Albig gelegen, ist nur zu drei Vierteln als normales Kleeblatt ausgebaut. Die Überleitung von der A 63 aus Richtung Mainz auf die A 61 nach Ludwigshafen am Rhein erfolgt über eine lang gespannte zweispurige Brücke wie bei der Malteserkreuz-Bauweise. Diese Art des Überganges wurde gewählt, da die komplette A 63 in Richtung Kaiserslautern erst über drei Jahrzehnte später im Jahr 2004 fertiggestellt war. Bis dahin wurde der gesamte Schwerlastverkehr über die A 61 Richtung Ludwigshafen und dann anschließend über die A 6 geleitet. Die Bedeutung hat sich anschließend aber nicht verringert, denn mit Einführung der Lkw-Maut und der Sperrung der Bundesstraße 9 zwischen Mainz und Worms für den Lkw-Durchgangsverkehr wird dieser Übergang jetzt auch verstärkt für den Straßengüterverkehr genutzt.
Das Autobahnkreuz überquert auch die ehemalige B 271, die am 1. Januar 2015 zur Landesstraße 401 herabgestuft wurde, sowie den Eisenbahngesamtverkehr zwischen Alzey und Armsheim (Bahnstrecke Alzey–Mainz und Rheinhessenbahn).
Die 380-kV-Leitung Rommerskirchen–Bürstadt–Hoheneck überspannt den nördlichen Bereich des Kreuzes.

## Verkehrsaufkommen
Das Kreuz wurde im Jahr 2015 täglich von etwa 87.000 Fahrzeugen befahren.
| Von                   | Nach                      | Durchschnittliche tägliche Verkehrsstärke | Durchschnittliche tägliche Verkehrsstärke | Durchschnittliche tägliche Verkehrsstärke | Anteil Schwerlastverkehr | Anteil Schwerlastverkehr | Anteil Schwerlastverkehr |
| Von                   | Nach                      | 2005                                      | 2010                                      | 2015                                      | 2005                     | 2010                     | 2015                     |
| --------------------- | ------------------------- | ----------------------------------------- | ----------------------------------------- | ----------------------------------------- | ------------------------ | ------------------------ | ------------------------ |
| AS Bornheim (A 61)    | AK Alzey                  | 44.200                                    | 42.800                                    | 44.300                                    | 22,7 %                   | 21,7 %                   | 20,8 %                   |
| AK Alzey              | AS Alzey (A 61)           | 55.200                                    | 49.000                                    | 58.300                                    | 20,1 %                   | 19,8 %                   | 17,1 %                   |
| AS Biebelnheim (A 63) | AK Alzey                  | 34.500                                    | 37.200                                    | 38.600                                    | 09,9 %                   | 09,8 %                   | 11,2 %                   |
| AK Alzey              | AS Erbes-Büdesheim (A 63) | 26.000                                    | 29.600                                    | 32.000                                    | 11,0 %                   | 13,1 %                   | 12,8 %                   |